# Christopher Vokes
Christopher Vokes (né à Armagh, en Irlande le 13 avril 1904 et mort à Oakville, Ontario le 27 mars 1985) est un général de division de l'armée canadienne officier qui a combattu au cours de la Seconde Guerre mondiale. Il a commandé la 2e brigade d'infanterie canadienne lors de l' invasion alliée de la Sicile. Promu major-général, il dirige la 1re division d'infanterie canadienne à pendant plusieurs batailles dans la campagne d'Italie comme la bataille d'Ortona et l'avancée vers le nord de l'Italie jusqu'à la ligne Hitler.
En 1944, il prend le commandement de la 4e division blindée canadienne et participe à la bataille de Hochwald. Au cours des dernières étapes de cette bataille, il ordonne notamment à sa division de raser la ville allemande de Friesoythe. Sa division a ensuite détruit environ 85 à 90 % de la ville et a utilisé les gravats pour réparer les routes locales cratérisées. Après la guerre, Vokes commanda la Force d'occupation de l'armée canadienne en Europe, avant de retourner au Canada pour d'autres affectations de commandement. 
Il prend sa retraite en 1959 et décède en 1985 à l'âge de 80 ans.

## Biographie
Né dans la ville d'Armagh, en Irlande, le 13 avril 1904, Vokes est le fils d'un officier britannique, le major Frederick Patrick Vokes et d'Elizabeth Vokes. Ils sont arrivés au Canada en 1910 et le père de Vokes a été officier du génie au Collège militaire royal du Canada (CMR). La famille vivait dans le Married Quarters à Ridout Row, RMC. 
Le frère de Christopher Vokes, le lieutenant-colonel Frederick Vokes, a joué un rôle de premier plan dans l'assaut de Dieppe en août 1942. Au début de 1944, il fut envoyé en Italie comme commandant du 9th Armored Regiment (The British Columbia Dragoons) . Le 31 août 1944, il a été grièvement blessé au combat et est mort dans un hôpital de campagne le 4 septembre.

## Début du service militaire

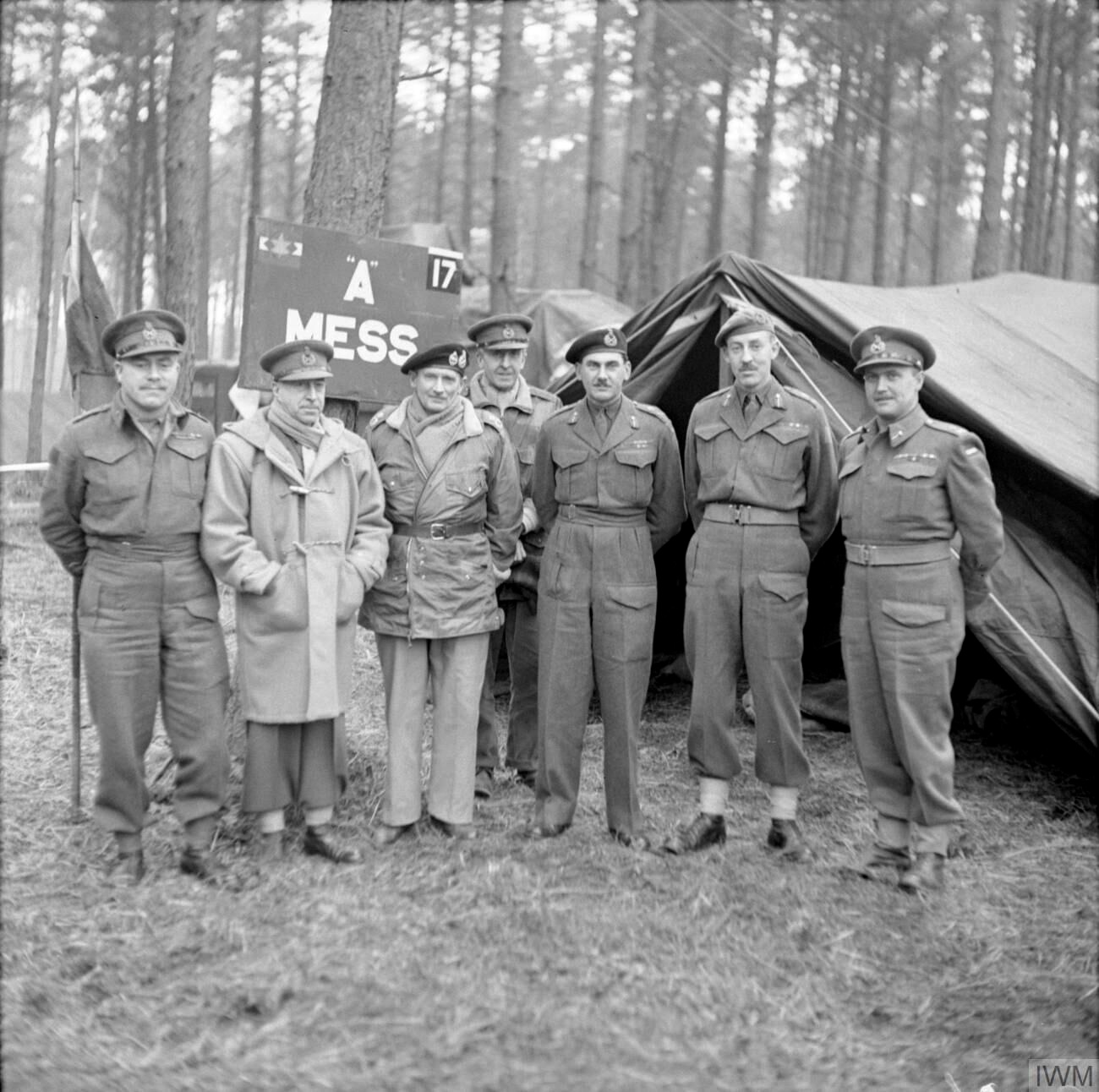
De gauche à droite : Vokes, Harry Crerar, Bernard Montgomery, Brian Horrocks, Guy Simonds, Daniel Spry et Bruce Matthews

De 1921 à 1925, Vokes fréquenta le Collège militaire royal du Canada et est nommé membre du Génie royal canadien . Il fréquente ensuite l'Université McGill de 1926 à 1927 où il obtient un baccalauréat en sciences et est membre de la Kappa Alpha Society . De 1934 à 1935, il fréquente le Staff College de Camberley en Angleterre,.

## Seconde Guerre mondiale
À partir de 1939, Vokes a rapidement gravi les échelons de l'état-major canadien. Au sein de la 1re Division d'infanterie canadienne, il a occupé les postes d'adjudant général, de quartier-maître général adjoint, d'officier d'état-major général, et d'officier commandant Princess Patricia's Canadian Light Infantry. Le 24 juin 1942, il est promu brigadier, responsable de la 2e Brigade d'infanterie, qu'il a commandée pendant l'invasion alliée de la Sicile. 

Un historien a loué sa performance: 

« Vokes était un commandant qui réussissait parce qu'il maintenait un bon équilibre entre des compétences techniques telles que la planification et la direction d'opérations et sa capacité à comprendre, motiver et diriger des soldats, et parce que ses actions étaient guidées par une solide philosophie de commandement basée sur le leadership personnel et le travail d'équipe. Ces éléments ont permis à Christopher Vokes de former et de diriger une force de combat très efficace et cohésive qui a vaincu certaines des meilleures troupes allemandes dans l'environnement physiquement exigeant du champ de bataille sicilien. »

En 1943, il devient commandant de la 1re division d'infanterie canadienne et est promu au grade de major-général. Il était le commandant de la division pendant la bataille d'Ortona, après quoi il a été critiqué pour ses tactiques sans imagination et ses attaques frontales . Montgomery a ordonné à la 1re Division d'infanterie canadienne d'attaquer le long de la côte vers Ortona au début de décembre. Lors d'une attaque au sud-ouest d'Ortona, Vokes a continué à envoyer bataillon après bataillon pour attaquer la défense allemande pendant neuf jours et pour cela il est surnommé « le Boucher » par ses hommes. Montgomery envoie des messages se demandant pourquoi l'attaque dure si longtemps. Les Canadiens prennent conscience du fait qu'ils combattent non seulement des Panzer-Grenadiers, mais aussi la 1re division de parachutistes. Le 21 décembre, les Canadiens font irruption à Ortona mais les Fallschirmjäger résistent pendant plus d'une semaine, déployant des mines et des pièges. Après la bataille, Vokes éclate en larmes à cause des pertes de sa division, 2 300 victimes, dont 500 morts, ainsi que de nombreux cas de névroses de guerre. 
En décembre 1944, il prend le commandement de la 4e division blindée canadienne et participe à la bataille de Hochwald.

### Destruction de Friesoythe
En avril 1945, la ville de Friesoythe est attaquée par la 4e division (blindée) canadienne, sous les ordres du général Vokes. La plupart des 4 000 habitants de la ville ont déménagé dans la campagne environnante le 11 au 12 avril 1945.
La ville est défendue par quelque 200 parachutistes du bataillon Raabe de la 7e division allemande de parachutistes . Ces parachutistes ont repoussé la première attaque du Lake Superior Regiment (Motor) le 13 avril. Vokes ordonne la reprise de l'attaque le lendemain par The Argyll and Sutherland Highlanders of Canada (Princess Louise's) commandés par le lieutenant-colonel Frederick E. Wigle. Les Argylls sécurisent la ville à 10h30. Cependant, à 8h30, un petit nombre de soldats allemands surprennent le quartier général tactique de Wigle; entraînant la mort de Wigle et de plusieurs soldats, .
Vokes décidé de représailles immédiates. « Un de mes officiers de premier ordre, pour qui j'avais une estime et une affection particulières, et dans lequel j'avais un intérêt professionnel particulier en raison de son talent pour le commandement, a été tué en lui tirant dans le dos. » .
Vokes annonce sa décision de raser la ville. « J'ai convoqué mon GSO1. Mac, lui ai-je crié, je vais raser cette putain de ville. Dites-leur que nous allons niveler le putain de place. Faites d'abord sortir les gens de leurs maisons ».
Les unités et les soldats des Argylls incendient la ville Friesoythe pour venger la mort de leur colonel  mais après que Vokes eut donné son ordre, la ville est systématiquement incendiée avec des lance-flammes montés sur des Wasp Carriers. Les décombres sont utilisées pour renforcer les routes de district pour les chars de la division. Selon les estimations allemandes, 85 % à 90 % de la ville a été détruite, ce qui en fait l'une des villes les plus dévastées d'Allemagne . Vokes a déclaré qu'il n'avait « aucun sentiment de remords sur l'élimination de Friesoythe ». 
De juin 1945 à mai 1946, Vokes est l'officier général commandant la Force d'occupation de l'armée canadienne en Europe. De retour au Canada, il commande le Commandement central de l'Armée canadienne, puis le Commandement de l'Ouest. 
Il a pris sa retraite à Oakville, Ontario en 1959 et en 1985 il publie ses mémoires, My Story. Il est décédé d'un cancer le 27 mars 1985, à l'âge de 80 ans.